# Wenceslao Carrillo Alonso
Wenceslao Carrillo Alonso-Forjador (Valladolid, 9 d'octubre de 1889 - Charleroi, Valònia, 7 de novembre de 1963) va ser un polític, sindicalista i periodista socialista espanyol.

## Biografia
Obrer fonedor a Gijón (Astúries), afiliat a la Unió General de Treballadors amb catorze anys, al costat de les Joventuts Socialistes d'Espanya gairebé des de la seva fundació per Tomás Meabe. Militant del PSOE des de 1905.
Actiu membre del sindicat socialista, va ser detingut en nombroses ocasions entre 1910 i 1917. Va abandonar el seu lloc com a treballador i dirigent sindical a Astúries per una plaça de redactor a El Socialista el 1923. Al mateix temps va accedir a la direcció d'UGT i va ser partidari d'impulsar acords amb la dictadura de Primo de Rivera abans que enfrontar-se al Capità General, convençut com altres dirigents sindicals de les bondats del projecte paternalista del Dictador. En 1929 va començar a criticar obertament la dictadura, al mateix temps que UGT iniciava una separació del règim.
A les eleccions municipals espanyoles de 1931 es va presentar, i va ser escollit, regidor de l'Ajuntament de Madrid, sent un dels seus membres que va proclamar la Segona República a la Puerta del Sol. a les eleccions generals espanyoles de 1931 va ser escollit diputat al Congrés dels Diputats per la província de Còrdova, i reelegit a les de 1933 i 1936.
Sent membre ja de l'executiva del PSOE, i després de sofrir la repressió durant els primers mesos de 1936, després de la revolta militar que va donar lloc a la guerra civil va ser nomenat sotssecretari de Governació al govern de Francisco Largo Caballero. Va ocupar més tard diversos càrrecs governamentals, participant en la revolta de Casado contra Juan Negrín, i formant part com a Conseller de Governació del Consell Nacional de Defensa, creat per forçar un acord amb Franco al final de la guerra. Aquest fet li vavaler l'enemistat del seu fill, Santiago Carrillo Solares, membre llavors de les Joventuts Socialistes Unificades i dirigent després del Partit Comunista d'Espanya.
Abans de la caiguda de Madrid, aconseguí fugir i s'instal·là a Bèlgica. Fou dirigent de la UGT a l'exili durant quatre anys després del final de la Segona Guerra Mundial.